# John Hewitt (martyr)
Pour les articles homonymes, voir Hewitt.
John Hewitt (alias Weldon) né à une date et lieu qui nous sont inconnus et mort martyr le 5 octobre 1588 à Lincoln's Inn Fields à Londres est un prêtre catholique anglais arrêté et exécuté sous le règne d'Élisabeth Ire,. 

## Biographie
Nous ne savons presque rien sur la vie de John Hewitt. Son père originaire de York était drapier et probablement fortuné. Eduqué au collège Caius de l'université de Cambridge, il prend en 1585 une décision radicale, celle de partir clandestinement pour le continent et de s'inscrire au collège anglais de l'université de Reims pour devenir prêtre catholique. De santé fragile, il semble qu'on lui déconseille cette voie. Il retourne en Angleterre mais son projet ayant été découvert (chercher à se faire ordonner prêtre catholique sur le continent était alors un crime), il est arrêté et jugé. Il est banni du royaume. De retour à Reims, on lui permet d'être ordonné prêtre. Envoyé comme missionnaire dans son pays en 1586, il exerce son ministère de prêtre dans le Buckinghamshire sous un faux nom, celui de Weldon et se présentant comme au service d'un dénommé John Gardiner. En mars 1587, il est arrêté à Londres et enfermé à la prison de Newgate. Dans sa prison, il rencontre Nicolas Horner, un laïc emprisonné pour faire partie du réseau qui héberge et cache les prêtres catholiques clandestins . Un an plus tard il est condamné à mort et pendu. Avec lui est exécuté un autre prêtre William Hartley.

## Vénération
Reconnu comme un martyr catholique, il est béatifié en 15 décembre 1929 par le pape Pie XI. Vénéré par l'Église catholique il est fêté le 5 octobre et est compté dans la liste des Cent sept martyrs d'Angleterre et du pays de Galles.

## Voir également